# Петерсон, Дороти
Дороти Петерсон (англ. Dorothy Peterson; 25 декабря 1897 — 3 октября 1979) — американская актриса, известная ролями мамочек.

## Биография
Дороти Петерсон родилась 25 декабря 1897 года в городе Хектор в Миннесоте. В возрасте 26 лет впервые выступила на Бродвее в «Hudson Theatre». Там она играла роль Софи Биннер в четырёхактной пьесе «Кобра». С апреля 1924 по май 1930 Петерсон сыграла в театре восемь ролей. Наиболее востребованной она была в 1926 году, когда её задействовали в трёх спектаклях в течение года.
В кино Дороти начала сниматься в 1930 году. Она сыграла в фильме «Матери плачут». Вскоре её стали приглашать на роли преимущественно тёток, матерей и уважительных миссис почти все студии того времени. В период между 1930 и 1947 годами вышло 80 лент с участием Петерсон. В дальнейшем актрису приглашали сниматься лишь в телесериалах.
Умерла Дороти Петерсон в возрасте 81 года в Нью-Йорке.

## Избранная фильмография
| Год  |   | Русское название      | Оригинальное название            | Роль              |
| ---- | - | --------------------- | -------------------------------- | ----------------- |
| 1930 | ф | Матери плачут         | Mothers Cry                      | Мэри Уильямс      |
| 1931 | ф | Обратный путь домой   | Way Back Home                    |                   |
| 1932 | ф | Недозволенное         | Forbidden                        | Хелен             |
| 1932 | ф | Эмма                  | Emma                             | миссис Уинтроп    |
| 1932 | ф | Бизнес и удовольствие | Business and Pleasure            | миссис Тинкер     |
| 1932 | ф | Ночной мир            | Night World                      | Эдит Блэр         |
| 1932 | ф | Называй её дикой      | Call Her Savage                  | жена Села         |
| 1932 | ф | Отсроченный платёж    | Payment Deferred                 | Энни Марбл        |
| 1932 | ф | Чудовище города       | The Beast of the City            | Мэри Фитцджеральд |
| 1933 | ф | Я не ангел            | I'm No Angel                     | Тельма            |
| 1933 | ф | Мэр ада               | The Mayor of Hell                | миссис Смит       |
| 1934 | ф | Остров сокровищ       | Treasure Island                  | миссис Хокинс     |
| 1935 | ф | Железный человек      | Man of Iron                      | Бесси Беннетт     |
| 1938 | ф | Преследуемые          | Hunted Men                       | Мэри Харрис       |
| 1939 | ф | Победить темноту      | Dark Victory                     | мисс Уэйнрайт     |
| 1939 | ф | Саботаж               | Sabotage                         | Эдит              |
| 1940 | ф | Слишком много мужей   | Too Many Husbands                | Гертруда Гулиген  |
| 1940 | ф | Лиллиан Расселл       | Lillian Russell                  | Синтия Леонард    |
| 1940 | ф | Женщины на войне      | Women in War                     | сестра Фрэнсис    |
| 1941 | ф | Дядя Джо              | Uncle Joe                        | Маргарет Дей      |
| 1942 | ф | Военно-воздушные силы | Air Force                        | миссис Честер     |
| 1942 | ф | Диверсант             | Saboteur                         | миссис Мезон      |
| 1943 | ф | Это армия             | This Is the Army                 | миссис Нельсон    |
| 1944 | ф | Это жизнь             | This Is the Life                 | тетя Бетси        |
| 1944 | ф | Мистер Скеффингтон    | Mr. Skeffington                  | Менби             |
| 1944 | ф | Женщина в окне        | The Woman in the Window          | миссис Венли      |
| 1944 | ф | Лицо в тумане         | Faces in the Fog                 | миссис Мезон      |
| 1946 | ф | Сестра Кенни          | Оригинальное название неизвестно | Агнесса           |
| 1947 | ф | Эта девушка из Хагена | That Hagen Girl                  | Минта Хаген       |